# Andronik
Andronik (tudi Andronikos) [andrónik/andrónikos] (starogrško Ανδρόνικος Κυρρήστου: Anrónikos Kirréstos), starogrški astronom, rojen v Kirhu, danes v Makedoniji, Grčija, živel okoli leta 100 pr. n. št.

## Življenje in delo
V Atenah je Andronik na rimski agori okoli leta 50 pr. n. št. morda zgradil vrsto priprave (horologion), ki se je imenovala Stolp vetrov, in katere ostanki so vidni še danes. Morda so ta osemmkotni stolp zgradili že v 2. stoletju pr. n. št. pred ostalim forumom. Na vsaki strani stolpa so podobe, ki predstavljajo osem glavnih vetrov. Nekdaj se je kip Tritona iz brona na vrhu s palico v roki obračal po vetru. Ta običaj se je kasneje ohranil v vetrnicah na zvonikih cerkva.
Na grškem otoku Tinos je Andronik zgradil tudi sončno uro.